# Carole Crofts
Carole Mary Crofts (nascida em 24 de junho de 1959) é uma diplomata britânica que foi embaixadora no Azerbaijão de 2016 a 2019.
Crofts trabalhou no Foreign and Commonwealth Office e em relações internacionais desde 1987.
Em janeiro de 2019, Crofts disse que o Brexit não afetará as relações entre Azerbaijão e Reino Unido.
Em maio de 2019, Crofts participou na UEFA Europa League em Baku.
Crofts foi sucedida por James Lyall Sharp em julho de 2019.